# Rhynchopyga hymenopteridia
Rhynchopyga hymenopteridia är en fjärilsart som beskrevs av Rothschild 1911. Rhynchopyga hymenopteridia ingår i släktet Rhynchopyga och familjen björnspinnare. Inga underarter finns listade.